# Badalpur
Badalpur (en népalais : बदालपुर) est un comité de développement villageois du Népal situé dans le district de Bardiya. Au recensement de 2011, il comptait 6 881 habitants.